# Rhinolekos
Rhinolekos – rodzaj słodkowodnych ryb sumokształtnych z rodziny zbrojnikowatych (Loricariidae).

## Zasięg występowania
Brazylia i Paragwaj.

## Klasyfikacja
Gatunki zaliczane do tego rodzaju:
- Rhinolekos britskii
- Rhinolekos capetinga
- Rhinolekos garavelloi
- Rhinolekos schaeferi

Gatunkiem typowym jest Rhinolekos britskii.